# Пармська ліра
Пармська ліра (італ. Lira di Parma, Lira parmigiana) — грошова одиниця Пармського герцогства. Аж до анексії герцогства Францією в 1802 пармська ліра ділилася на 20 сольдо, які у своє чергу ділилися на 12 денаро. Також існували сесино, що дорівнює 6 денаро, і дукато, що дорівнює 7 лір. Після французької анексії ліра замінена на французький франк.
Після відновлення в 1814 герцогства Парми, П'яченці і Гуастали під владою дружини Наполеона - Марії-Луїзи Австрійської - з 1815 в герцогстві знову введена в обіг пармська ліра, що дорівнює французькому франку і сардинській лірі, і була в обігу з сардинською лірою. Нова пармська ліра ділилася на 20 сольдо або 100 чентезімо.
У 1861 замінена на італійську ліру.

## Монети
Наприкінці XVIII століття в обігу були мідні монети номіналом 1 сесино, біллонові монети номіналом в 5, 10 і 20 сольдо, і срібні монети номіналом в ½, 1, 3 і 6 лір, а також в 1/14, 1/7, ½, і 1 дукато. Існували золоті монети в 1 цехін, а також в 1/2, 1, 3, 4, 6 і 8 доппья.
У 1815 введені в обіг срібні монети номіналом в 5 і 10 сольдо, а також в 1, 2 і 5 лір, і золоті монети номіналом в 20 і 40 лір.
У 1830 введені в обіг мідні монети номіналом 1, 3 і 5 чентезімо. Аж до смерті Марії-Луїзи всі монети карбувалися в австрійському Мілані.